# Вторая Жикина династия
«Вторая Жикина династия» (серб. Druga Žikina dinastija, также употребляется, как Žikina dinastija 2) — югославский комедийный телефильм 1986 года, восьмая часть серии фильмов «Безумные годы». Главные роли исполняют Гидра Боянич и Марко Тодорович. Режиссер Зоран Чалич, сценарий написали Зоран Чалич и Йован Маркович.

## Сюжет
Дедушка Жика и дедушка Милан узнают, что их внук Миша совершенно без ума от девушек и секса. Поскольку у Жика в его роду уже был прадед, сумасшедший маньяк Милойко, они решают обратиться за помощью к доктору Недельковичу. Он советует им отправить Мишу в деревню работать и тратить там свои силы. Однако, когда они уезжают в деревню, происходит ряд комичных ситуаций, и в конце концов Милан и Жика попадают в больницу.

## В ролях
- Драгомир Гидра Боянич — Живорад Жика Павлович
- Марко Тодорович — Милан Тодорович
- Елена Жигон — Елена Тодорович
- Никола Кожо Михайло — Миша Павлович
- Риалда Кадрич — Мария Павлович
- Владимир Петрович Слободан — Боба Павлович
- Елисавета Саблич — Домохозяйка
- Петр Кралдж — Хозяин
- Велимир Бата Живойнович — Доктор Неделькович
- Сокич Ружица — Руза
- Драголюб Гула Милосавлевич — Дед Влайко
- Весна Печанац — Мака
- Никола Симич — Светислав Бркич
- Майя Саблич — Клерк, который любит горячее
- Соседка Милютина — Караджича Пажи
- Мирьяна Николич — блондинка, жена Перицы
- Милан Срдок — Миге
- Наташа Лучанина — вторая блондинка в квартире
- Бата Паскальевич — Перица
- Драгомир Чумич — рыбак 1
- Растко Тадич — рыбак 2
- Богдан Михайлович — официант Ceda
- Драган Лукич Омоляц — пациент 1
- Ольга Познатов — пациент 2
- Бранислав Петрушевич — пациент 3
- Ранко Гучевац — Продавец рыбы
- Драгомир Станоевич — Милиционер 1
- Момир Радевич — Милиционер 2
- Снежана Михельчич — блондинка с Ситроеном.
- Зоран Симович
- Мирослав Йованович
- Драгослав Йованович
- Бошко Пулетич Агроном

## Интересные факты
После этого фильма Риальда Кадрич переехала в Лондон, и из-за этого ее персонаж и персонаж Бобы больше не появлялись в последующих фильмах серии.

## Критика
Фильм «Вторая Жикина династия» получил в основном положительный приём критиков, похвалившие актёрскую игру и юмор, но критиковали сюжет, называя его «нелогичным». На сайте IMDb фильм получил довольно хороший рейтинг в 7.4/10. Фильм не стал таким культовым, как его предшественник, потому следующие фильмы вышли по телевидению.

## Продолжение
«Жикины мемуары» («Безумные годы 9» или «Жикина династия 3») — югославский телефильм режиссера Зорана Чалича, девятая часть серии фильмов «Безумные годы». Премьера фильма состоялась по телевидению 3 октября 1988 года.